# Тбилисская улица (Санкт-Петербург)
Тбили́сская улица — улица в Приморском районе Санкт-Петербурга. Проходит от Солунской до Горной улицы.

## География
Улица расположена в муниципальном округе Коломяги.

## История
Изначально улица называлась Новой (название известно с 1890 года). Современное название улица получила 27 февраля 1941 года в честь города Тбилиси — столицы Грузинской ССР (в день 20-й годовщины установления в Грузии Советской власти).

## Транспорт
Ближайшие к Тбилисской улице станции метро — «Удельная» и «Пионерская» 2-й (Московско-Петроградской) линии.

## Пересечения
- Солунская улица
- Горная улица

## Достопримечательности
- Коломяги ТСЖ